# Río Chamoso
El río Chamoso es un río del noroestes de la península ibérica, afluente del Miño que recorre los ayuntamientos de Castroverde, Corgo y Lugo (España).

## Curso
Nace en la junta de los arroyos de la Esbaradoira y del Lameirón, cerca del Vitureiro, en la parroquia de Montecubeiro, en Castroverde. 
En el curso alto recibe también otros nombres, como río Recesende, arroyo de la Valiña, arroyo del Outeiro y río de San Miguel. Recibe al río Romeán por el margen derecho a la altura del puente de Gallineros, en Arxemil. En Abuín se acondicionó una playa fluvial con merenderos, al pie de la A-6. Recibe al arroyo de Carballido por el margen derecho frente al molino de Ardeira, en la parroquia de Laxosa, y durante varios kilómetros sirve de límite entre los ayuntamientos del Corgo y de Lugo. Desemboca en el Miño por su margen izquierda, al pasar el puente de la Foz .

## Galería de imágenes

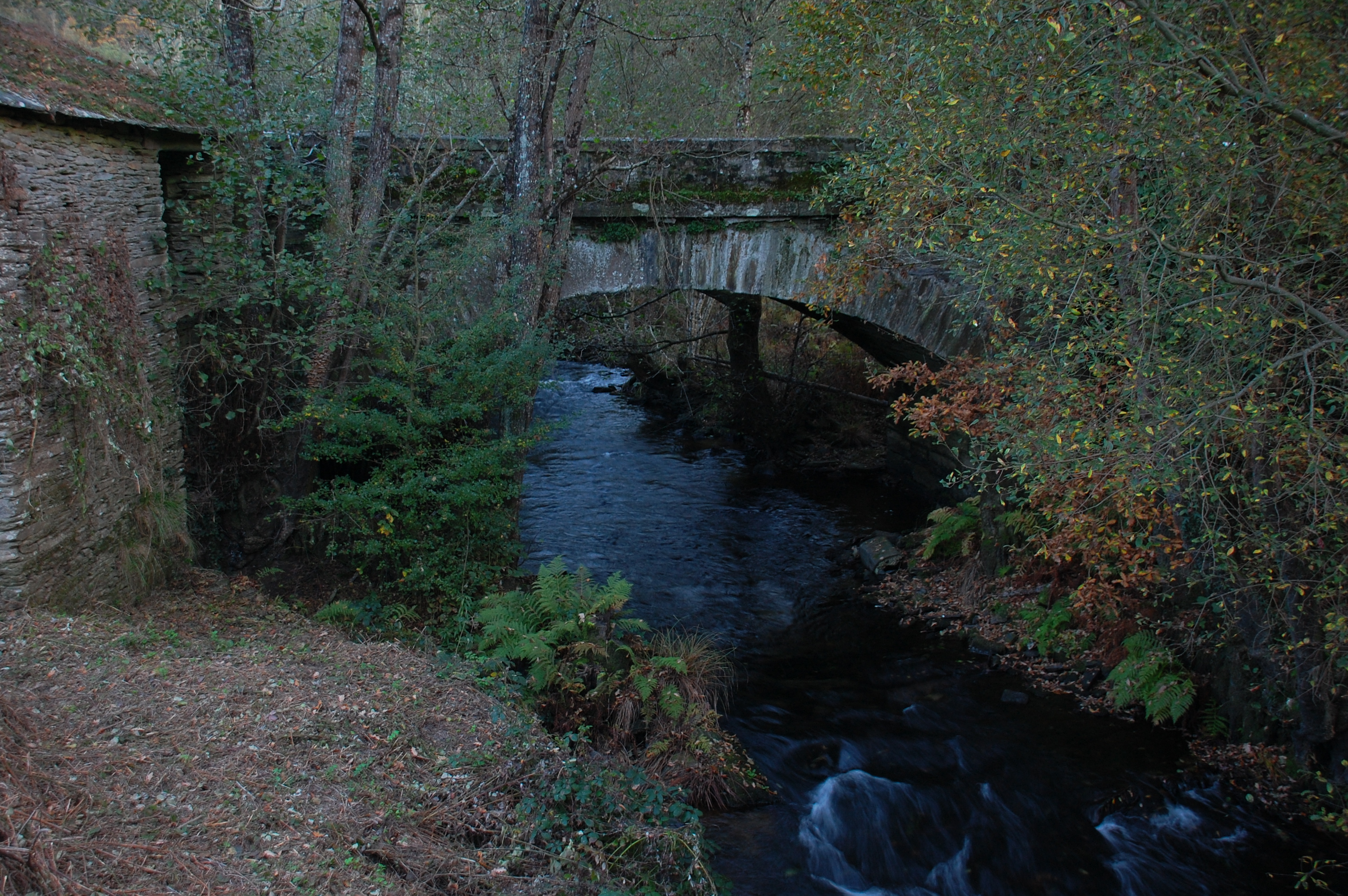
El puente de la Foz, sobre el río Chamoso, cerca de la desembocadura en el río Miño, entre los ayuntamientos de Lugo y O Corgo.
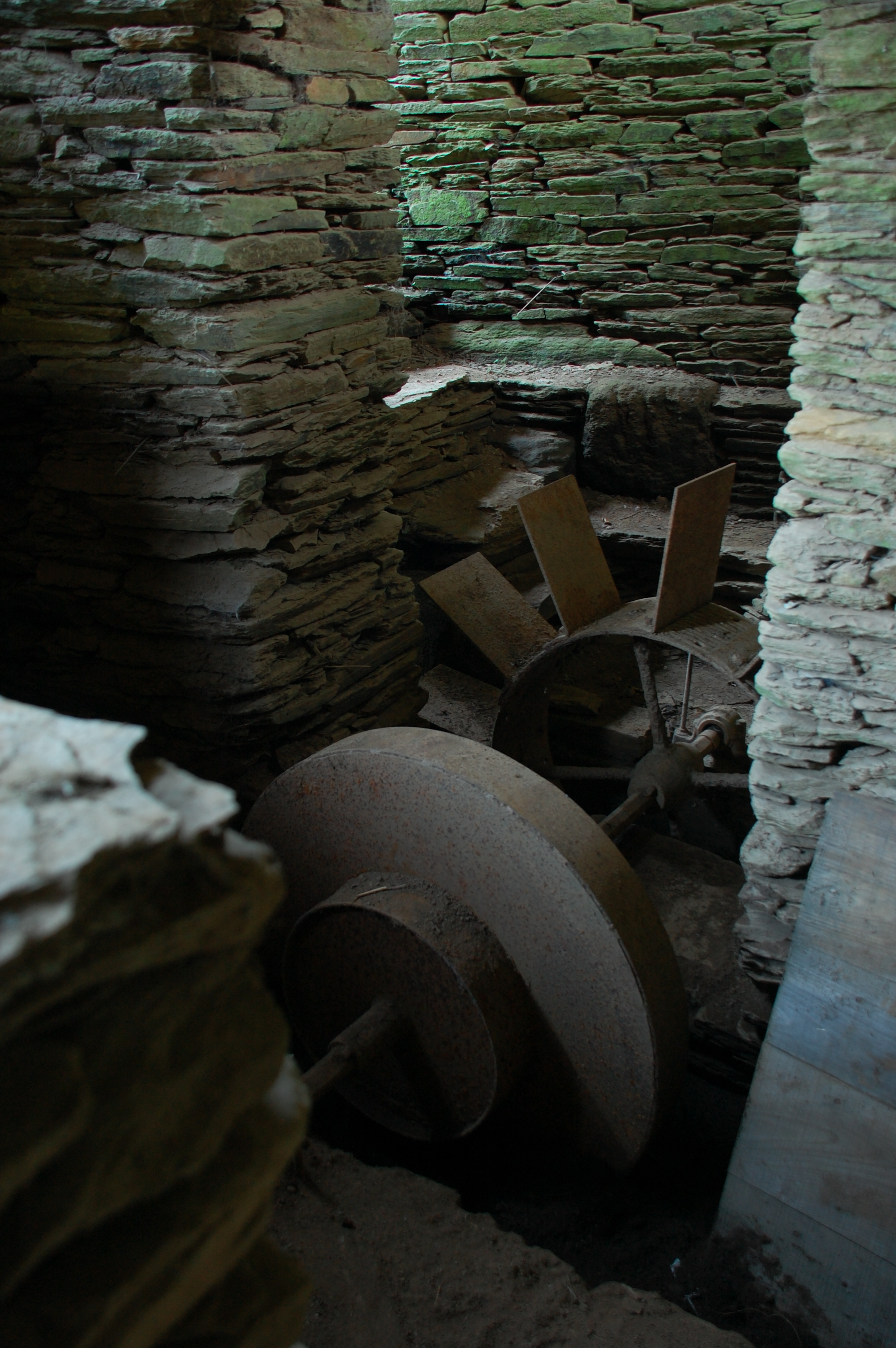
Interior del molino que hay al lado de la ponte de la Foz, sobre el río Chamoso, cerca de la desembocadura en el río Miño, entre los ayuntamientos de Lugo y O Corgo.
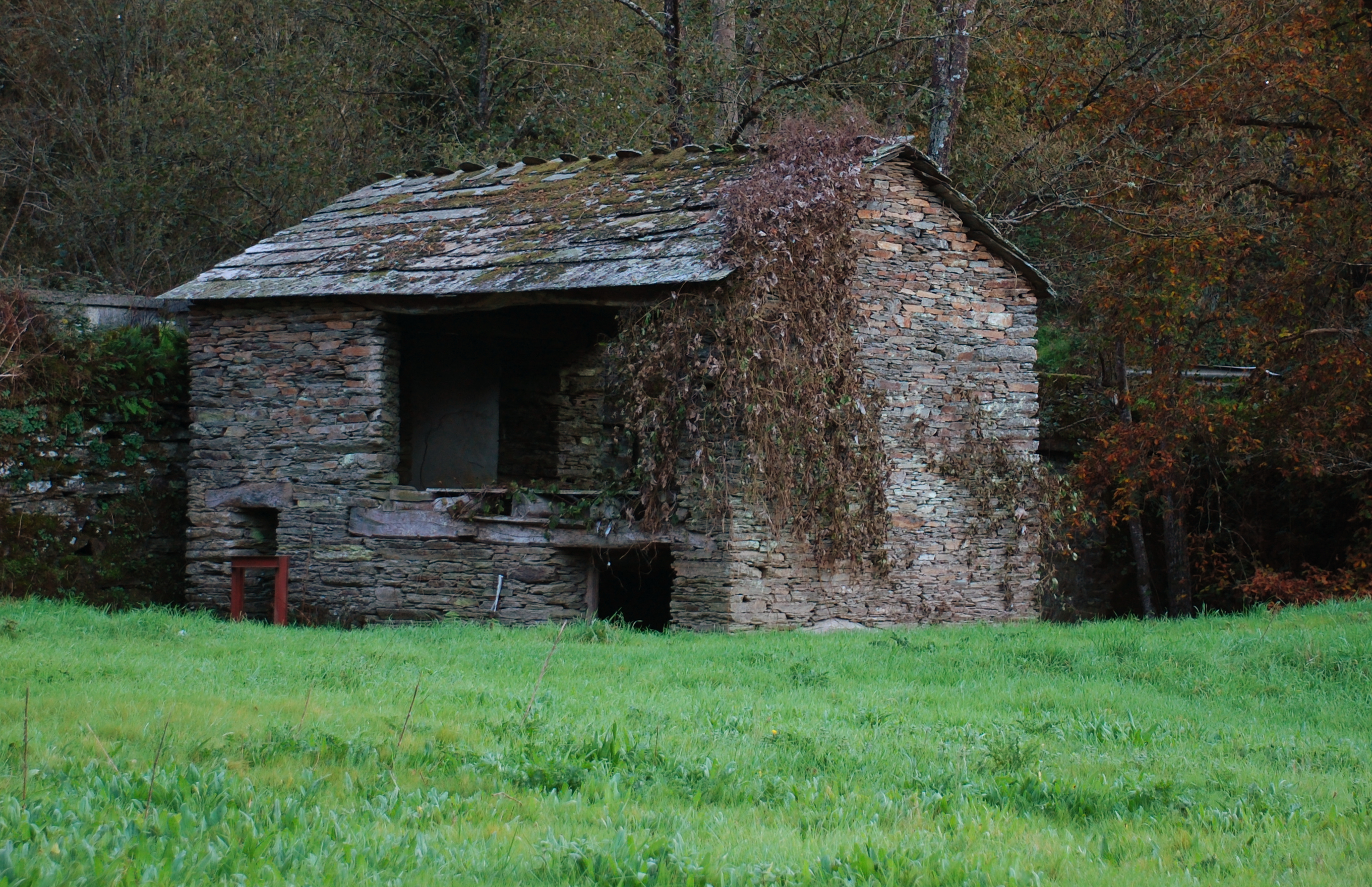
Molino localizado al lado de la ponte de la Foz, sobre el río Chamoso, cerca de la desembocadura en el río Miño, entre los ayuntamientos de Lugo y O Corgo.